# Pernel Strachey
Pour les articles homonymes, voir Strachey.
Joan Pernel Strachey, née en 1876 à Londres, où elle meurt en 1951, est une professeure d'université britannique. Elle dirige le Newnham College, à Cambridge de 1927 à 1941.

## Biographie

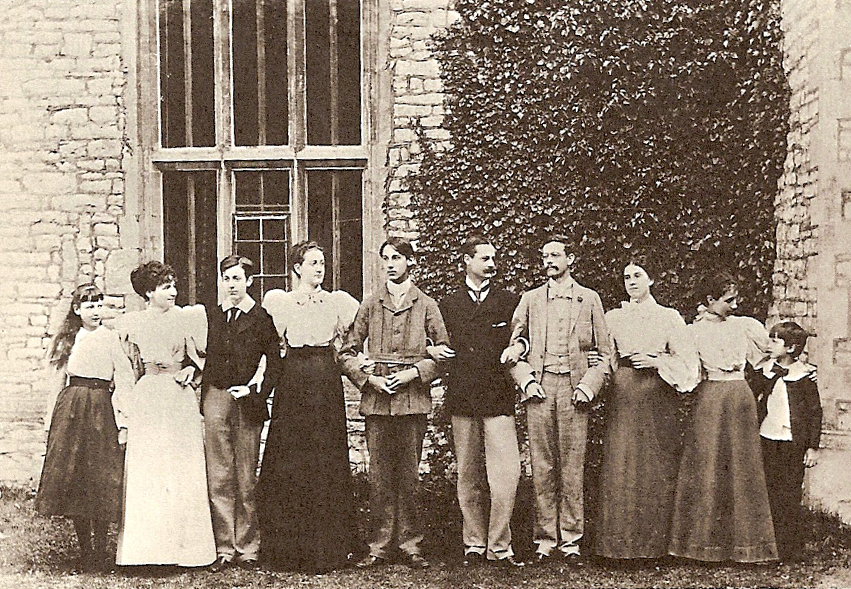
La fratrie Strachey. Pernel est la quatrième en partant de la gauche.

Elle est née à Clapham Common à Londres en 1876. Son père, Richard Strachey est un haut fonctionnaire et administrateur colonial, et sa mère est l'écrivaine et suffragiste Jane Maria Strachey. Sa mère est amie de Millicent Garrett Fawcett, qui participe à la fondation du Newnham College, à l'université de Cambridge.
Elle fait ses études secondaires à Allenswood School. Elle prépare l'examen d'entrée à Cambridge, le « Little Go », qui comporte des questions de latin, grec ancien et mathématiques avec l'aide de sa sœur Dorothy. Elle étudie l'histoire à Newnham College en 1895. Elle s'engage activement dans le mouvement qui demande en 1897 que les étudiantes accèdent aux mêmes diplômes universitaires que les étudiants. En 1900, elle enseigne au Royal Holloway College à Londres, après un court séjour d'études à Paris. Elle enseigne ensuite le français à Newnham College, de 1905 à 1917. En 1917, elle dirige le département de langues modernes et médiévales. En 1921, elle s'investit dans une campagne qui s'efforce, sans succès, de permettre aux étudiantes du Girton College et de Newnham d'obtenir un diplôme identique à celui des étudiants.

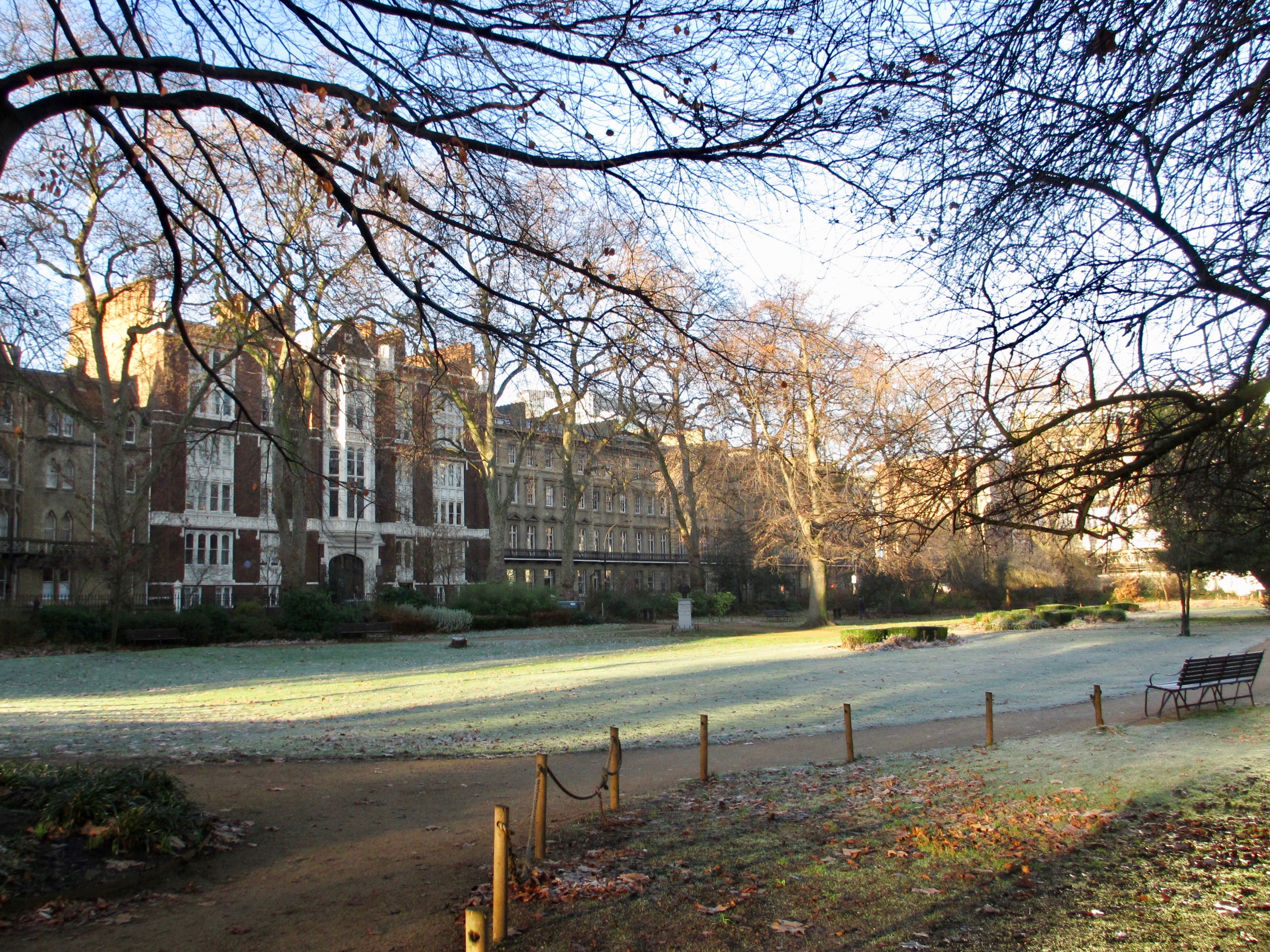
Gordon Square.

Elle devient la principale du Newnham College en 1927. Grâce à ses liens avec le Bloomsbury Group et Virginia Woolf, elle invite celle-ci à donner une série de conférences à Cambridge, en 1928. Le séjour de Woolf, et ses conférences à la Newnham Arts Society ainsi qu'au Girton College sont à la base de son essai Une chambre à soi qui envisage la place des auteures féminines dans l'histoire de la littérature. 
Strachey prend sa retraite en 1941. Elle meurt à Gordon Square, à Londres, en 1951.